# Arie Nicolaas Jan den Hollander
Arie Nicolaas Jan den Hollander né à Rotterdam, le 23 avril 1906 et mort à Amsterdam, le 16 juin 1976 était un sociologue néerlandais et un américaniste.

## Éducation et jeunes années
Den Hollander était le fils unique de Pleun den Hollander et de Clasina Mighorst. Son père dirigeait une école primaire publique dans le quartier Katendrecht à Rotterdam. En 1914, la famille s'installe à Amsterdam.
Arie den Hollander, après avoir obtenu son diplôme à la Hogere Burgerschool , étudie la sociographie à l' Université d'Amsterdam. Sa thèse de doctorat porte sur «l'Egypte moderne en tant que pays agricole».  Il obtient ensuite une bourse de doctorat de la Rockefeller Foundation pour ses recherches sur les Blancs ruraux pauvres du sud des États-Unis. De 1930 à 1932, il est doctorant à l'Université de Caroline du Nord. En 1933, il obtient son doctorat avec distinction.
Après son doctorat, Den Hollander travaille comme répétiteur à l'université, il traduit des romans sous un pseudonyme et écrit pour des magazines et des journaux. Il assure également une charge de cours à la (nl) Volksuniversiteit (Université populaire). Entre 1934 et 1936, il effectue des recherches sur les formes de peuplement dans la Grande plaine hongroise.

## Professeur
Pendant la Seconde Guerre mondiale , il est arrêté en représailles des attentats commis à Amsterdam et transféré au camp d'Amersfoort où il rencontre notamment le professeur Jan Romein. C'est Romein qui, en 1946, organise sa nomination en tant que professeur de sociologie à l'Université d'Amsterdam. En 1947, sa mission d'enseignement est étendue aux études américaines. Son ouvrage (nl)Visie en Verwoording (1968), qui comprend des essais sur les inconvénients de la langue et l'acquisition de connaissances auprès d'autres peuples, constitue un point saillant de son œuvre scientifique. Il a rassemblé ses essais sur l'Amérique dans son livre Americana (1970).
Den Hollander est également rédacteur en chef de la revue sociologique (nl) Mens en Maatschappij (Hommes et société) de 1947 à 1960 et restera membre du comité de rédaction de ce magazine jusqu'à sa mort.
Dans les années 1960, les étudiants souhaitaient une plus grande participation dans les contenus des études dans les universités et les établissements d'enseignement supérieur. Den Hollander était d'avis que la démocratisation et la science sont des variables incompatibles. En 1969, cette divergence d'opinion s'est accentuée et les étudiants ont commencé à perturber son cours. Les deux parties étaient diamétralement opposées. Au sein de l'université, Den Hollander a été critiqué de toutes parts pour son attitude peu conciliante envers les étudiants. Cependant, il a refusé de faire des concessions à ce qu'il qualifiait de  "paresse et médiocrité ",. Ses collègues se sont détachés progressivement de lui.
Après le conflit, il s'est lancé dans l'écriture de livres sur l'Amérique ordinaire et non conventionnelle, tels que le monde des (en) muckrakers (journalistes américains qui dénoncent les scandales politiques et sociaux), une étude sur Edgar Allan Poe et sur les petites villes de campagne américaines en littérature et en sociologie nouvelle. Il est resté actif en tant qu'américaniste.
Den Hollander est décédé le 16 juin 1976 d'une maladie cardiaque, peu de temps avant de devenir émérite.

## Ouvrages
- (nl) Het Amerikaanse landstadje: In de romanliteratuur en in de sociologie, 1986
- (nl) Het démasqué in de samenleving. De journalistiek van de anti-schijn, 1976
- (nl) De verbeeldingswereld van Edgar Allan Poe, 1974
- (nl) Americana. Studies over mensen, dieren en een kaktus tussen Rio Grande en Potomac, 1970
- (nl) Visie en Verwoording, 1968
- (en) Resource Patterns and World Population, 1948
- (en) Patterns of Settlement of the Great Hungarian Plain, 1947
- (nl) Het Andere Volk, 1946
- (nl) De landelijke arme blanken in het Zuiden der Vereenigde Staten, 1933